# قلب باستور المريض (فلم)
قلب باستور المريض (بالإنجليزية: Buster's Mal Heart)، هو فيلم دراما وغموض تم إنتاجه في الولايات المتحدة، وصدر سنة 2016 بطولة رامي مالك ودي جاي قولس.

## القصة
يتتبع الفيلم قصة رجل جبال على طريق هروبه من السلطات، حيث يحاول النجاة والبقاء حيًا باقتحامه لمنازل العطلات الفارغة، ويؤرقه دومًا حلم متكرر بضياعه في البحر، ليكتشف أن حلمه حقيقة وواقع؛ فهو رجل يعيش في جسديّن.

## الميزانية والإيرادات
حقق الفيلم أرباح تقدر بـ 72,622 دولار أمريكي.

## وصلات خارجية
- مقالات تستعمل روابط فنية بلا صلة مع ويكي بيانات